# 巴拉頓菲茲弗

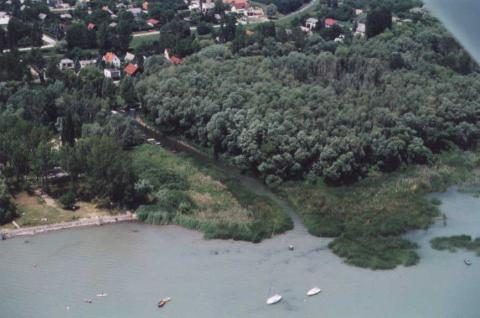

巴拉頓菲茲弗是匈牙利的城鎮，位於該國西部巴拉頓湖畔，由紹莫吉州負責管轄，面積9.25平方公里，2011年人口4,302，其中約一半居民信奉天主教。

## 外部連結
- 官方网站
- Spherical panorama from Balatonfűzfő
- Street map （匈牙利文）